# Marder I
SdKfz 135 Marder I (tyska: mård) var en tysk pansarvärnskanonvagn som användes under andra världskriget. Vagnen var försedd med en 75 mm pansarvärnskanon och byggd på chassit från Tracteur Blinde 37L (Lorraine), en fransk artilleri-bogserare/pansarbandvagn av vilka 300 erövrades av tyskarna vid Frankrikes fall 1940.

## Utveckling
Redan tidigt under Operation Barbarossa framgick det inom Wehrmacht att det fanns behov av mer mobilt och kraftfullare pansarvärn än de existerande bogserade pansarvärnskanonerna och pansarvärnskanonvagnarna som Panzerjäger I. Behovet blev skriande under sena 1941 när nya Sovjetiska stridsvagnar som T-34 och KV-1 dök upp på slagfältet.
För att snabbt lösa problemet tills man kunde få fram dedikerade pansarvärnskanonvagnar, beslöt man att använda både föråldrade modeller som Panzer II och erövrade vagnar som Lorraine som bas för improviserade pv-kanonvagnar. Resultatet blev Marder-serien som beväpnades med antingen pansarvärnskanonen 75 mm PaK 40 eller den ryska 76,2 mms fältkanonen F-22 model 1936 som man erövrat stora kvantiteter av.
Marder I lanserades i maj 1942. Originalets överbyggnad för besättningen togs bort och kanonen sattes fast ovanpå chassit. Runt detta byggde man ett nytt, taklöst utrymme av pansarplåt för att ge besättningen och kanonen skydd mot handeldvapen. 
Mellan juli och augusti 1942 byggdes 170 Marder I baserade på Lorraine-chassit. Två andra franska stridsvagnar användes också för konverteringer till Marder I, dessa var Hotchkiss H39 och FCM 36, men dessa byggdes bara om i litet antal.

## Användning
De första Marder I baserade på Lorraine-stridsvagnen skickades till Östfronten 1942 för att tjänstgöra i Panzerjäger-enheter som var kopplade till infanteridivisioner. Marder I var i bruk fram till 1944.